# Actinacantha
Actinacantha is een monotypisch geslacht van spinnen uit de  familie van de wielwebspinnen (Araneidae).

## Soort
- Actinacantha globulata (Charles Athanase Walckenaer, 1842)